# Aïn El Turc
Aïn El Turc (o Aïn Turk) è un comune dell'Algeria, situato nella provincia di Bouira.